# كريس هيدجيز
كريس هيدجيز (بالإنجليزية: Chris Hedges) هو كاتب وصحفي ومراسل عسكري أمريكي، ولد في 18 سبتمبر 1956 في سانت جوهانسبوري في الولايات المتحدة.
يعتقد كريس أن أهداف الصهيونية الإستيلاء على كامل فلسطين وإبادة الشعب الفلسطيني. وأن الهدف النهائي للائتلاف الحاكم منذ بداية الحرب على غزة سنة 2023 بقيادة نتنياهو هو تدمير فكرة دولة فلسطين بشكل دائم، وهو ما سيتم تحقيقه من خلال أعمال الإبادة الجماعية والتطهير العرقي. ويستشهد بمنع الطعام والماء والأدوية وقصف المستشفيات أثناء الحرب كأمثلة على هذه الأعمال. ويذكر أن إسرائيل، مع صعود اليمين المتطرف إلى السلطة، قد تطورت إلى دولة فصل عنصري فاشية ستواصل السعي إلى تحولها إلى دولة نقية عرقيًا ودينيًا. يدعم هيدجز حركة المقاطعة وسحب الاستثمارات وفرض العقوبات (BDS).
يتحدث هيدجز العربية والفرنسية والإسبانية بالإضافة إلى لغته الأم الإنجليزية.

## وصلات خارجية
- كريس هيدجيز على موقع IMDb (الإنجليزية)
- كريس هيدجيز على موقع ميوزك برينز (الإنجليزية)
- كريس هيدجيز على موقع إن إن دي بي (الإنجليزية)